# Vorderhaslach

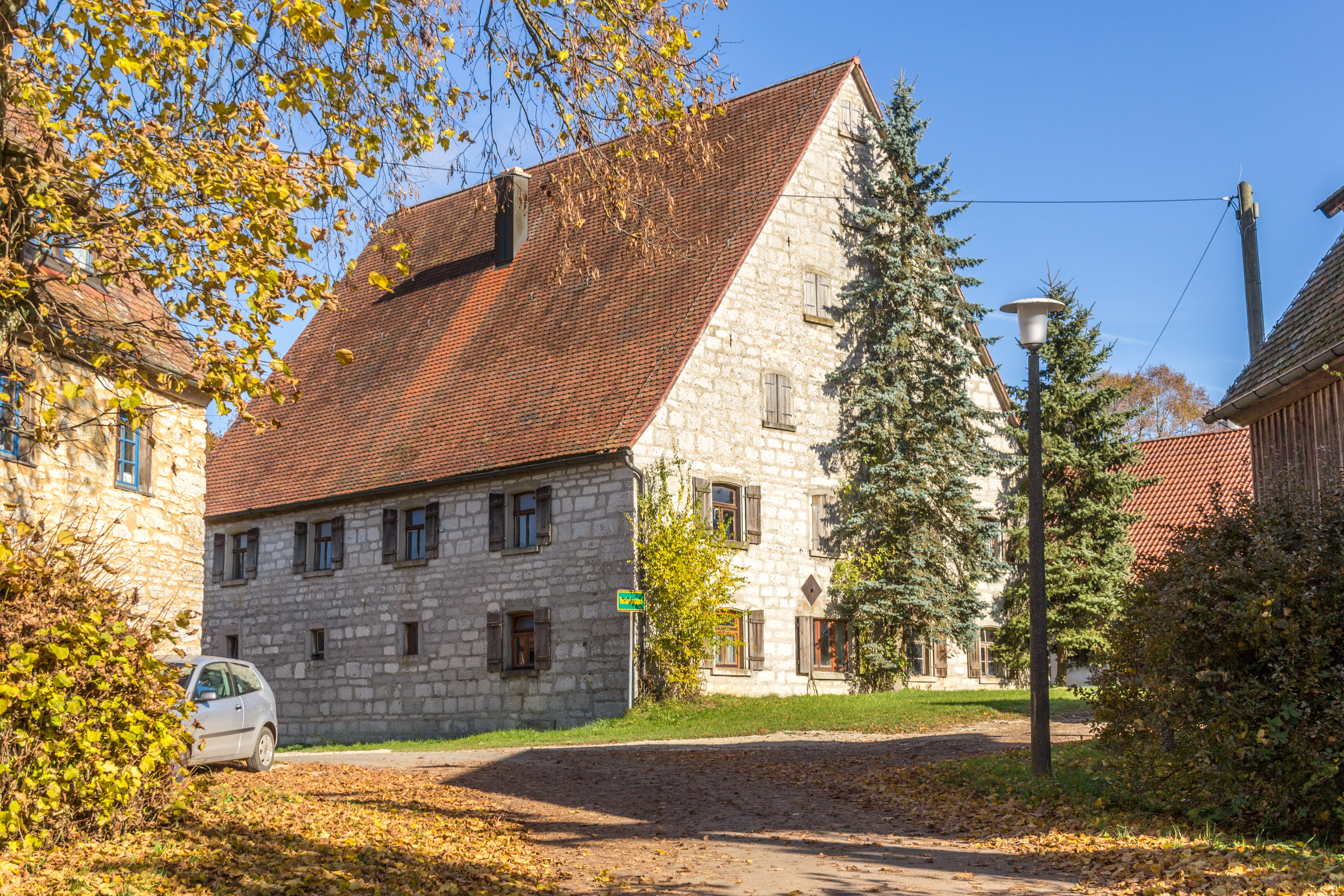
Bauernhof in Vorderhaslach

Vorderhaslach ist ein Gemeindeteil der Gemeinde Happurg im Landkreis Nürnberger Land (Regierungsbezirk Mittelfranken, Bayern). Vorderhaslach liegt in der Gemarkung Breitenbrunn.
Es ist der am höchsten gelegene Gemeindeteil von Happurg am Bernbühl. Auf einem ehemals verfallenen Hof, der 1990 renoviert wurde, lebt eine Gemeinschaft von vier Familien auf der Jurahochfläche. Seit dieser Zeit bewirtschaften die Familien ihr Land nach biologisch-dynamischen Prinzipien. Es wird hauptsächlich Brotgetreidebau, Mutterkuhhaltung mit Jungtierweidemast, Gemüsebau und Waldwirtschaft betrieben.

## Lage
Die Einöde liegt auf einer Hochebene der Hersbrucker Alb. Eine Gemeindeverbindungsstraße führt nach Deckersberg zur Kreisstraße LAU 7 (1,6 km nördlich) bzw. zu einer anderen Gemeindeverbindungsstraße (0,5 km südlich), die von Breitenbrunn nach Hartenberg verläuft.

## Geschichte
Mit dem Gemeindeedikt (frühes 19. Jahrhundert) wurde Vorderhaslach dem Steuerdistrikt Kucha und der Ruralgemeinde Breitenbrunn zugewiesen. Am 31. Dezember 1971 wurde Breitenbrunn im Rahmen der Gebietsreform in Bayern aufgelöst: Vorderhaslach wurde nach Happurg eingemeindet.